# Plexaura edwardsi
Plexaura edwardsi är en korallart som beskrevs av Moser 1921. Plexaura edwardsi ingår i släktet Plexaura och familjen Plexauridae. Inga underarter finns listade i Catalogue of Life.